# Бахар, Иван Васильевич
Ива́н Васи́льевич Ба́хар (бел. Іван Васілевіч Бахар; род. 10 июля 1998, Минск) — белорусский футболист, полузащитник минского «Динамо» и сборной Беларуси.

## Карьера

### «Минск»
Воспитанник футбольного клуба «Минск». Первый тренер — Селедевский Александр Викторович. Карьеру начал в составе родного клуба «Минск», дебютировал за команду в матче заключительного тура чемпионата Беларуси-2014 против «Динамо» (Брест), выйдя на замену на 73-й минуте вместо Николы Лукича. Иван стал самым молодым участником чемпионата в сезоне-2014. В 2015—2016 годах выступал за дублирующий состав минчан, эпизодично появляясь в основной команде. В сезоне 2017 «Минск» взял курс на омоложение команды, и Бахар вместе с другими молодыми игроками стал привлекаться в основу. Нередко выходил в стартовом составе, играя на позиции левого полузащитника. В январе 2018 года продлил контракт с клубом. В сезоне 2018 стал одним из основных игроков команды. В марте 2019 года вновь продлил соглашение с «Минском». В сезоне 2019 продолжал играть за основную команду.

### «Динамо» Минск
В январе 2020 года подписал контракт с «Динамо». Дебютировал за клуб 14 марта 2020 года в матче Кубка Беларуси против борисовского БАТЭ. Первый матч в Высшей лиге сыграл 20 марта 2020 года против брестского «Руха». Дебютный гол забил в следующем матче 28 марта 2020 года против «Минска». Футболист моментально закрепился в основной команде клуба. В апреле 2020 года футболист был признан лучшим лучшим игроком 6 тура чемпионата, где он отличился забитым голом и результативной передачей. Матч 1 августа 2020 года против гродненского «Немана» стал 100 в Высшей лиге в карьере футболиста. В конце августа 2020 года отправился на первый квалификационный матч Лиги Европы УЕФА. Дебютировал в еврокубковом турнире 27 августа 2020 года в матче против польского клуба «Пяст», который по итогу оказался сильнее и футболист вместе с минским клубом покинул квалификацию. По итогу сезона записал на свой счёт 7 голов и 2 результативные передачи.
Новый сезон начал 13 марта 2021 года в матче против жодинского «Торпедо-БелАЗ», где футболист вышел на замену на 70 минуте. Вскоре выбыл из распоряжения клуба из-за операции на носу. В июле 2021 года полноценно вернулся в команду, восстановившись после операции. Первым результативным действием отличился 16 июля 2021 года в ответной встрече против жодинского «Торпедо-БелАЗ», отдав голевую передачу. Первый гол забил 7 августа 2021 года в матче Кубка Беларуси против «Слуцка», где также отличился результативной передачей. Свой первый гол в Высшей лиге забил в 14 августа 2021 года в матче против брестского «Динамо». По итогу сезона стал бронзовым призёром чемпионата.
Весной 2022 года новый сезон начал с матчей Кубка Беларуси. Первый матч сыграл 6 марта 2022 года против «Гомеля». В ответной встрече 12 марта 2022 года против «Гомеля» минский клуб оказался сильнее и футболист покинул турнир. Первый матч в чемпионате сыграл 18 марта 2022 года против «Минска», где также забил первый в сезоне гол. В матче 23 апреля 2022 против могилёвского «Днепра» отличился дублем из результативных передач. В следующем матче 2 мая 2022 года против борисовского БАТЭ футболист уже отличился дублем забитых голов. По итогам матча футболист стал лучшим футболистом 6 тура Высшей Лиги. В июне 2022 года динамовцы отправились на квалификационные матчи Лиги конференций УЕФА, где футболист пропустил первый квалификационный раунд. В еврокубковом турнире сыграл лишь в ответной встрече 28 июля 2022 года второго квалификационного раунда против израильского клуба «Хапоэль» (Беэр-Шева). В матче 7 августа 2022 года против «Минска» футболист снова отличился забитым дублем. Матч 1 октября 2022 года против солигорского «Шахтёра» стал 150 в карьере футболиста в Высшей лиге. По итогу сезона стал лучшим бомбардиром клуба с 11 голами в чемпионате, также записав в свой актив 4 результативные передачи.

### «Ирони» Кирьят-Шмона
В декабре 2022 года перешёл в израильский клуб «Ирони» Кирьят-Шмона. В начале января 2023 года футболист прибыл в Израиль и прошёл медицинский осмотр перед официальным подписанием контракта. Официально стал игроком клуба 6 января 2023 года. Дебютировал за клуб 8 января 2023 года в матче против клуба «Маккаби» Бней-Рейне, выйдя на замену на 61 минуте. Свой дебютный гол за клуб забил 14 января 2023 года в матче против клуба «Хапоэль» Хадера, благодаря которому получилось избежать поражение. В середине февраля 2023 года футболист из-за травмы выбыл из распоряжения клуба. Вернулся в клуб 4 марта 2023 года в матче против клуба «Маккаби» Нетания, выйдя на замену на 68 минуте. В мае 2023 года футболист сообщил, что по окончании сезона покидает израильский клуб.

### «Динамо» Минск
В конце мая 2023 года по сообщениям источников в возвращении футболиста было заинтересовано минское «Динамо». В июне 2023 года также к футболисту появился интерес со стороны борисовского БАТЭ. В июле 2023 года футболист вернулся в минское «Динамо». В июле 2023 года сразу же вместе с клубом отправился на квалификационные матчи Лиги конференций УЕФА. Первый матч в рамках еврокубкового турнира сыграл 13 июля 2023 года против боснийского клуба «Железничар», также отличившись своим первым, после возвращения, забитым голом. В ответной встрече 20 июля 2023 года боснийский «Железничар» оказался сильнее и по сумме матчей прошёл во второй квалификационный раунд. По итогу сезона футболист стал победителем чемпионата.

### «Арсенал» Тула
В декабре 2023 года появилась информация о том, что к футболисту проявляет интерес российский «Арсенал». Вскоре, по сообщениям источников, футболист получил конкретные предложения от тульского «Арсенала» и от новороссийского «Черноморца». Официально в декабре 2023 года футболист стал игроком тульского «Арсенала». Дебютировал за клуб футболист 3 марта 2024 года в матче против новороссийского «Черноморца», выйдя на поле в стартовом составе.

## Международная карьера
Выступал за юношескую сборную (до 17 лет), которой помог пробиться в элитный раунд чемпионата Европы 2015, забив один гол в ворота юношеской сборной Черногории.
Осенью 2015 года в составе юношеской сборной (до 19 лет) принимал участие в квалификационном раунде чемпионата Европы. На следующий год забил решающий гол в матче против Болгарии (1:0).
31 мая 2017 года дебютировал в молодёжной сборной Беларуси, отыграв второй тайм товарищеского матча против России (0:7).
6 сентября 2019 года дебютировал за национальную сборную Беларуси в отборочном матче Чемпионата Европы против сборной Эстонии, выйдя на замену во втором тайме.
| №  | Дата            | Оппонент   | Счёт | Голы | Пасы | Карточки | Минуты  | Соревнование             |
| -- | --------------- | ---------- | ---- | ---- | ---- | -------- | ------- | ------------------------ |
| 1  | 6 сентября 2019 | Эстония    | 2:1  | —    | —    | 66'      | 26' 64' | Отбор ЧЕ-2020 (группа C) |
| 2  | 9 сентября 2019 | Уэльс      | 0:1  | —    | —    | —        | 84'     | Товарищеский матч        |
| 3  | 11 октября 2019 | Эстония    | 0:0  | —    | —    | —        | 31' 59' | Отбор ЧЕ-2020 (группа C) |
| 4  | 13 октября 2019 | Нидерланды | 1:2  | —    | —    | 50'      | 70'     | Отбор ЧЕ-2020 (группа C) |
| 5  | 4 сентября 2020 | Албания    | 0:2  | —    | —    | —        | 4' 86'  | Лига наций 2020/21 (C)   |
| 6  | 8 октября 2020  | Грузия     | 0:1  | —    | —    | —        | 63'     | Отбор ЧЕ-2020 (плей-офф) |
| 7  | 11 октября 2020 | Литва      | 2:2  | —    | —    | —        | 10' 80' | Лига наций 2020/21 (C)   |
| 8  | 14 октября 2020 | Казахстан  | 2:0  | —    | —    | —        | 24' 66' | Лига наций 2020/21 (C)   |
| 9  | 11 ноября 2020  | Румыния    | 3:5  | 80′  | —    | 90'      | 90'     | Товарищеский матч        |
| 10 | 15 ноября 2020  | Литва      | 2:0  | —    | —    | —        | 18' 72' | Лига наций 2020/21 (C)   |
| 11 | 24 марта 2021   | Гондурас   | 1:1  | —    | —    | —        | 45' 46' | Товарищеский матч        |
| 12 | 27 марта 2021   | Эстония    | 4:2  | —    | —    | —        | 5' 85'  | Отбор ЧМ-2022 (группа Е) |
| 13 | 30 марта 2021   | Бельгия    | 0:8  | —    | —    | —        | 3' 87'  | Отбор ЧМ-2022 (группа Е) |

Итого: сыграно матчей: 13 / забито голов: 1; победы: 4, ничьи: 3, поражения: 6.

## Статистика
| Клуб             | Сезон            | Лига             | Лига | Лига | Кубки | Кубки | Еврокубки | Еврокубки | Итого | Итого |
| Клуб             | Сезон            | Турнир           | Игры | Голы | Игры  | Голы  | Игры      | Голы      | Игры  | Голы  |
| ---------------- | ---------------- | ---------------- | ---- | ---- | ----- | ----- | --------- | --------- | ----- | ----- |
| Минск            | 2014             | Высшая лига      | 1    | 0    | 0     | 0     | 0         | 0         | 1     | 0     |
| Минск            | 2015             | Высшая лига      | 2    | 0    | 0     | 0     | 0         | 0         | 2     | 0     |
| Минск            | 2016             | Высшая лига      | 1    | 0    | 0     | 0     | 0         | 0         | 1     | 0     |
| Минск            | 2017             | Высшая лига      | 23   | 2    | 1     | 0     | 0         | 0         | 24    | 2     |
| Минск            | 2018             | Высшая лига      | 25   | 5    | 2     | 0     | 0         | 0         | 27    | 5     |
| Минск            | 2019             | Высшая лига      | 29   | 7    | 2     | 2     | 0         | 0         | 31    | 9     |
| Динамо Минск     | 2020             | Высшая лига      | 29   | 7    | 1     | 0     | 1         | 0         | 31    | 7     |
| Всего за карьеру | Всего за карьеру | Всего за карьеру | 110  | 21   | 6     | 2     | 1         | 0         | 117   | 23    |

## Достижения
«Динамо» Минск
- Чемпион Беларуси (2): 2023, 2024
- Обладатель Суперкубка Беларуси: 2025